# Allocasuarina verticillata
Allocasuarina verticillata là một loài thực vật có hoa trong họ Casuarinaceae. Loài này được (Lam.) L.A.S.Johnson mô tả khoa học đầu tiên năm 1982.

## Hình ảnh

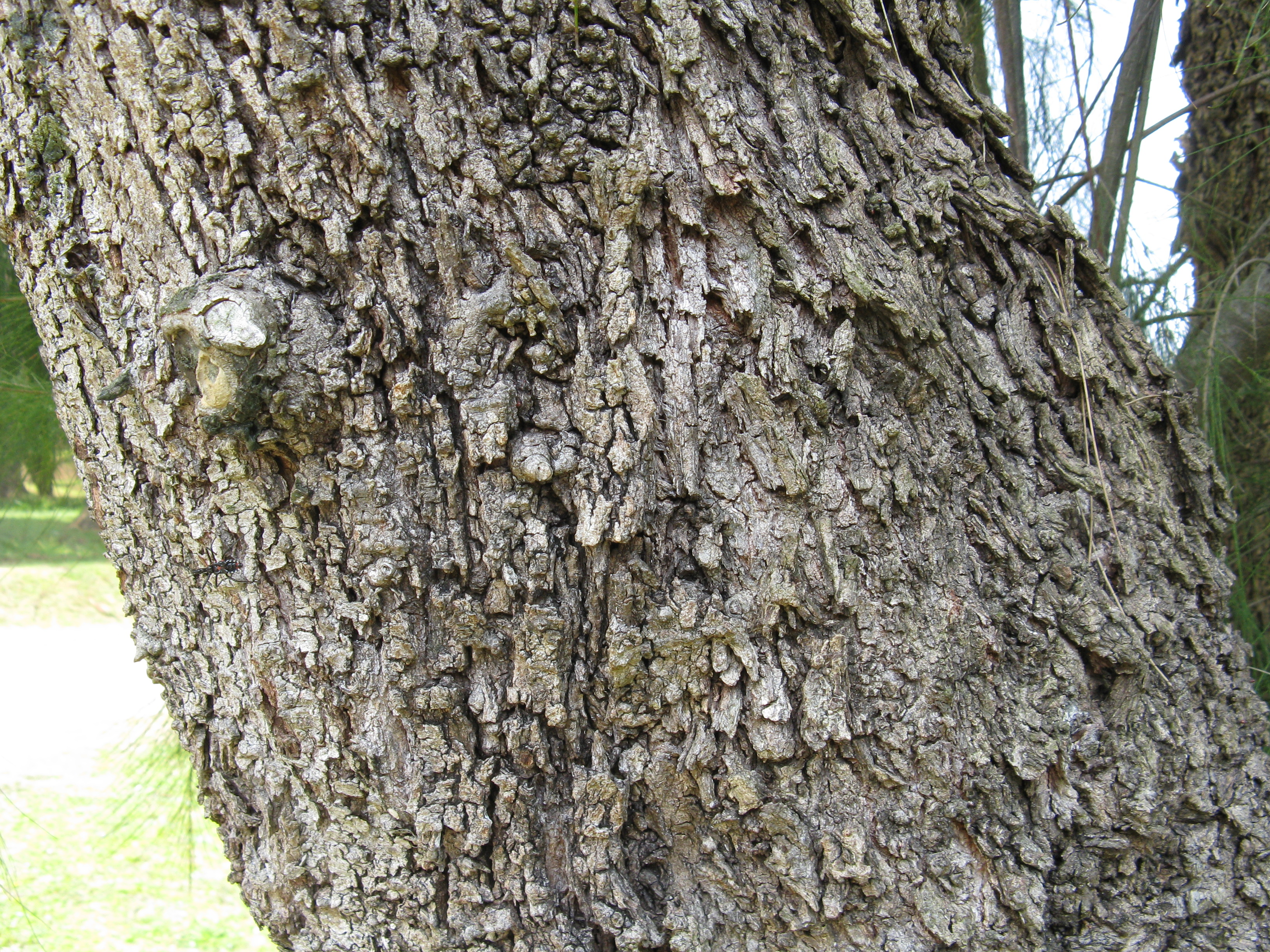
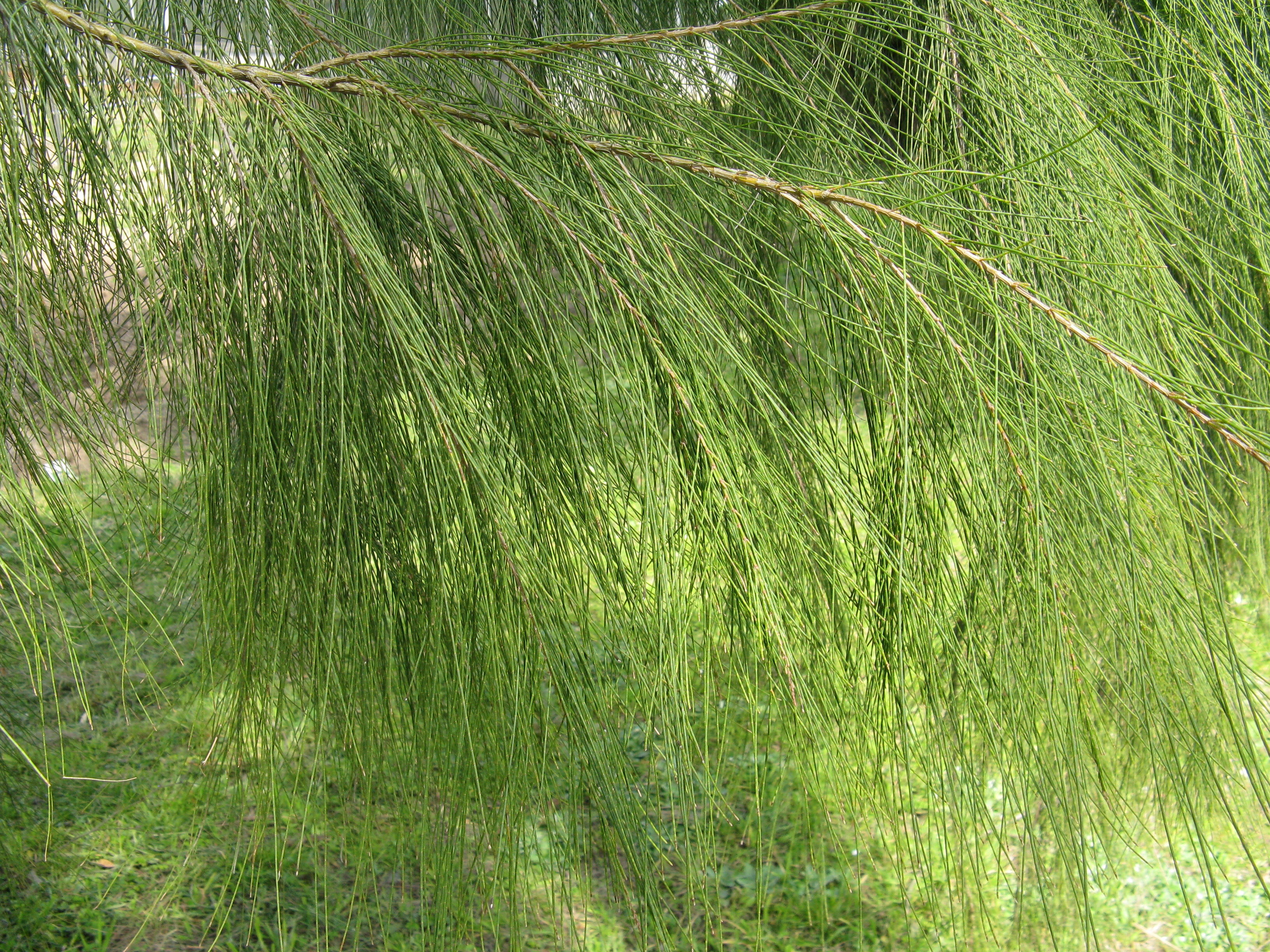
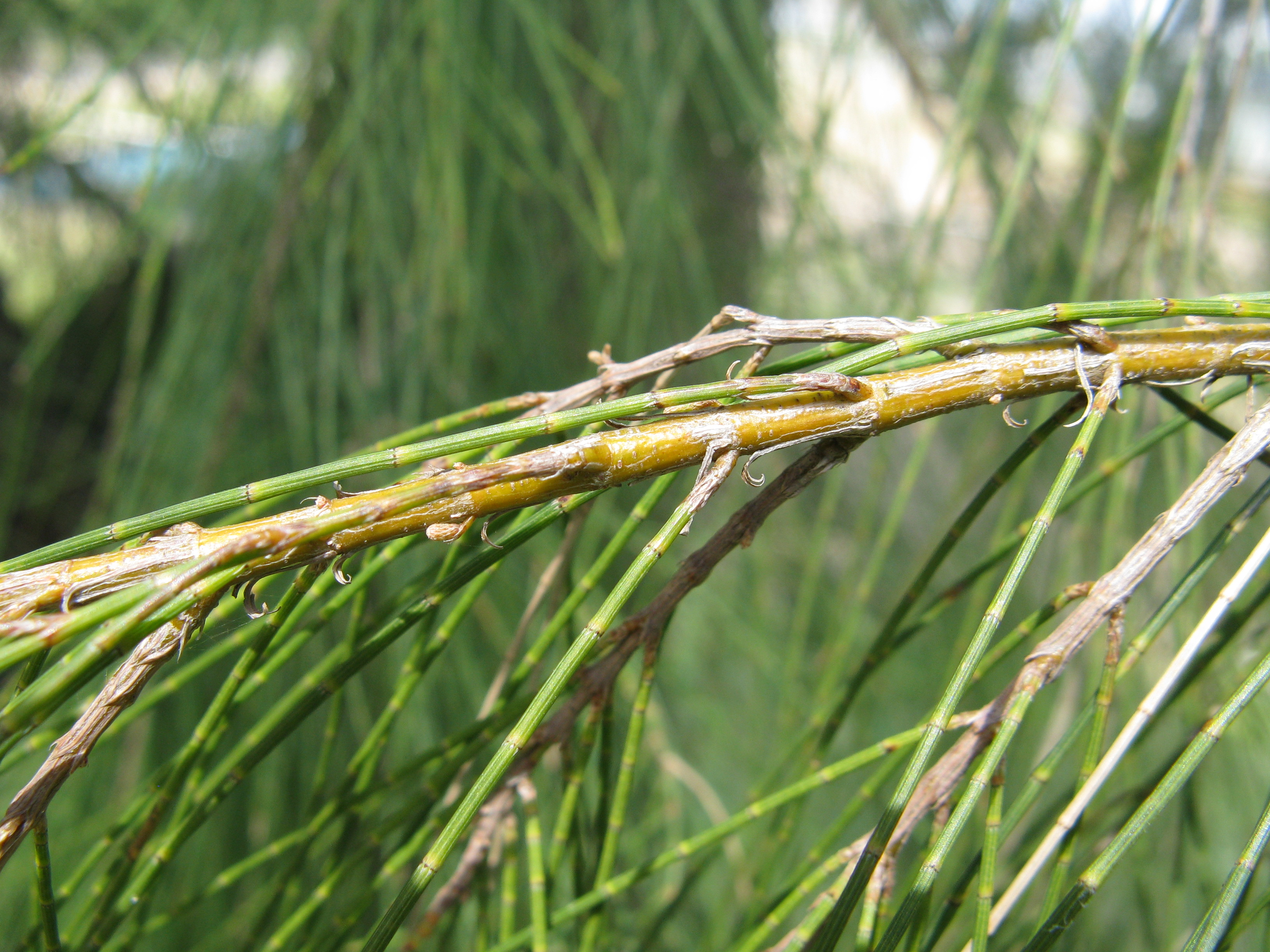
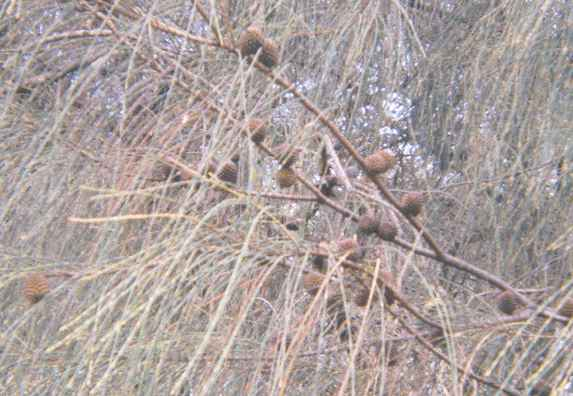